# تستلیتس
تستلیتس (به آلمانی: Zettlitz) یک شهر در آلمان است که در میتل‌زاکسن واقع شده‌است. تستلیتس ۸۵۶ نفر جمعیت دارد.